# Чемпионская игра НФЛ 1958
Чемпионская игра НФЛ 1958  — двадцать шестая чемпионская игра НФЛ, которая была сыграна 28 декабря на стадионе Янки в Нью-Йорке . Это была первая игра плей-офф НФЛ, решившаяся после овертайма. Балтимор Колтс победил Нью-Йорк Джайентс 23:17. С тех пор игра стала широко известна как Величайшая игра, которую когда-либо играли (англ. Greatest game ever played). Легендарный статус исторической игры НФЛ был снова подтвержден общенациональным опросом 66 представителей СМИ в 2019 году, которые признали этот матч лучшим за первые 100 лет лиги. 
Это ознаменовало начало всплеска популярности НФЛ и, в конечном итоге, восхождение на вершину спортивного рынка США. Основная причина заключалась в том, что игра транслировалась по национальному телевидению по всей стране на телеканале NBC.

## Трансляция
NBC транслировали игру. 45 миллионов человек посмотрели игру в Соединенных Штатах. Игра проходила в пред-новогоднии дни и рождество, что сильно способствовало количеству просмотров.

## Офишел
- Рефери: Рон Гиббс
- Ампайр: Лу Палацци
- Даун джадж: Чарли Берри
- Бэк джадж: Клео Диль
- Филд джадж: Чак Суини[11]

## Краткое описание игры

### Первые три четверти
Две команды потеряли мяч в первой половине шесть раз (по три с каждой стороны), при этом Балтимор превратил два фамбла Нью-Йорка в тачдауны, получив лидерство после первой половины 14:3. В третьей четверти, «Джайентс» смогли сделать тачдауны чтобы выйти вперед 17:14 в начале четвертой четверти.

### Четвертая четверть и овертайм
В последние две минуты игры Джонни Юнайтас привел Колтс к 20-ярдовому филд-голу, и на часах осталось всего семь секунд, чтобы сравнять счет 17:17. В последовавшем овертайме (по правилам, что первый набор очков побеждает и заканчивает матч) «Джайентс» не смогли пройти дальше, когда на третьем дауне были остановлены в сантиметрах от первого дауна. Получив мяч обратно после панта, Балтимор снова начали атаковать. Они продвинулись до 1-ярдовой линии соперника, когда неизвестный человек выбежал на поле. Ходят слухи, что это был сотрудник комании NBC, которой нужно было выиграть время из-за проблем с трансляцией. После этого «Колтс» сделали тачдаун, чтобы выиграть 23:17.

## Итоговый результат
Воскресенье, 28 декабря 1958 года. Начало: 14:00.
|                   | 1 | 2  | 3 | 4 | ОТ | Финал |
| ----------------- | - | -- | - | - | -- | ----- |
| Балтимор Колтс    | 0 | 14 | 0 | 3 | 6  | 23    |
| Нью-Йорк Джайентс | 3 | 0  | 7 | 7 | 0  | 17    |

■ Первая четверть
- Нью-Йорк — 36-ярдовый филд-гол, Нью-Йорк лидирует 3:0

■ Вторая четверть
- Балтимор — 2-ярдовый тачдаун, Балтимор лидирует 7:3
- Балтимор — 15-ярдовый тачдаун, Балтимор лидирует 14:3

■ Третья четверть
- Нью-Йорк — тачдаун, Балтимор лидирует 14:10

■ Четвертая четверть
- Нью-Йорк — 15-ярдовый тачдаун, Нью-Йорк лидирует 17:14
- Балтимор — 20-ярдовый филд-гол, ничья 17:17

■ Овертайм
- Балтимор — 1-ярдовый тачдаун, Балтимор выиграл 23–17